# Theatre Royal (Bath)
Il Theatre Royal è un teatro di Bath inaugurato nel 1805. Il teatro, considerato uno dei maggiori esempi di architettura georgiana ancora in funzione, ha una capacità di 888 spettatori.

## Storia
Il teatro fu costruito nel 1805 per rimpiazzare il precedente Old Orchard Street Theatre. Il Theatre Royal fu progettato da George Dance e John Palmer e fu inaugurato il 12 ottobre 1805 con una rappresentazione del Riccardo III di William Shakespeare. Già dai primi anni del XIX secolo si affermò come uno dei maggiori teatri inglesi al di fuori di Londra e le sue scene vennero calcate dai maggiori attori dell'epoca, tra cui Dorothea Jordan, William Charles Macready ed Edmund Kean.
Dopo che parte del teatro fu distrutta da un incendio nel 1862, la ricostruzione e ristrutturazione dell'edificio fu supervisionata da Charles J. Phipps, che progettò il nuovo ingresso. Ulteriori lavori di restaurazione furono apportati nel 1892 e nel 1902, anno in cui fu installata l'illuminazione elettrica.
Pur avendo raramente ottenuto grossi successi commerciali, il teatro ha mantenuto il prestigio di cui godeva nell'Ottocento e nel XX secolo vi hanno recitato o danzato nomi del calibro di Anna Pavlovna Pavlova, Mrs Patrick Campbell, John Gielgud, Irene Vanbrugh, Anthony Hopkins e Sybil Thorndike.